# Disturbo psicotico breve
Il disturbo psicotico breve (TPB), detto anche  disturbo psicotico acuto o più raramente  bouffée delirante aiguë (BDA, definizione utilizzata soprattutto nella nosografia francese ), indica uno stato psicopatologico acuto e transitorio, caratterizzato da delirio ricco e polimorfo, ad insorgenza brusca ed improvvisa, che tende a svanire. Nell'ICD-10 è iscritto nella sindrome psicotica acuta e transitoria.
La condizione colpisce soggetti giovani (di solito 18-24 anni) e si può manifestare in diverse forme che variano per intensità e tematica. La cosa che più colpisce è l'instaurarsi di un episodio psicotico acuto in una persona non psicotica che, superata la fase acuta, torna al funzionamento precedente. Possono essere associati al delirio altri sintomi, quali riduzione o comunque disturbi del sonno, allucinazioni, brusche variazioni dell'umore. Si sono catalogati anche disagi uditivi e visivi, e il successivo instaurarsi di un processo auto investigativo, che porterà il soggetto a voler comprendere le cause della psicosi e nei casi più acuti l'iniziale convincimento che tali cause risiedano all'esterno.I soggetti colpiti tendono a voler isolarsi, ed anzi, vivono con estrema angoscia, la preoccupazione delle altre persone nei loro confronti.
Spesso la bouffée si instaura su un sotteso e frequentemente misconosciuto stato depressivo, rispetto al quale può spesso essere interpretata come una fuga.
Particolare importanza rivestono fattori concausali quali bruschi cambiamenti ambientali (vita militare, lavoro o studio in altre città o addirittura all'estero) con il distacco dalla propria rassicurante microcomunità per trovarsi circondato da sconosciuti in un luogo interpretato come ostile ed insidioso, situazioni di stress che comportino deprivazione del sonno o comunque forti alterazioni del ritmo sonno-veglia (turni di lavoro o ritmi di studio massacranti e comunque al limite delle possibilità psicofisiche del soggetto) e tutte quelle condizioni di forte tensione e disagio quali quelle conseguenti alle turbolente pene d'amore che colpiscono i più giovani.